# Senofonte Squinabol
Senofonte Squinabol né le 30 décembre 1861 à Côme, décédé le 11 mai 1941 à Turin, est un géologue, paléontologue et professeur d'histoire naturelle italien, connu pour son étude des radiolaires mésozoïques, dont il fut le premier à proposer des datations. Il réalisa de nombreux travaux sur les plantes fossiles découvertes en Italie du Nord entre la fin du XIXe siècle et le début du XXe, d'où son appellation de botaniste.

## Biographie

### Naissance et famille
Senofonte Squinabol, parfois appelé Xénophon, est né à Côme le 30 décembre 1861 dans une famille de notables établis dans la Vallée d'Aoste.
Son père, Joseph-Marie Squinabol, était né à Donnas en 1834 et originaire de Lillianes. Celui-ci fut, pendant trente-cinq ans, professeur dans les gymnases royaux de Turin, il fut nommé chevalier de l'ordre de la couronne d'Italie en 1893. Il fut également rédacteur en chef du journal "La Feuille d'Aoste" et écrivit de nombreux articles sur la question de la langue française en Vallée d'Aoste. Joseph-Marie Squinabol est décédé chez son fils à Turin le 10 septembre 1915.
La mère de Senofonte Squinabol, Silvia Zelmira Pessina, fille de Joseph et de Rose Pinchetti, était née à Côme vers 1837, est décédée à Gênes le 13 septembre 1895.
De plus, Senofonte Squinabol avait pour cousin Benjamin Squinabol, consul de Barcelone, confident et ami du président espagnol Stanislas Figueras, et fut un habituel du roi Humbert Ier d'Italie. Celui-ci fut nommé Commandeur de l'ordre d'Isabelle la Catholique, chevalier de l'ordre de la couronne d'Italie et chevalier de l'ordre de Charles III.

### Études et activité
Il entre à l'université royale de Gênes en 1882 et est reçu docteur ès-sciences en 1886.
Senofonte Squinabol fut enseignant dans diverses institutions :
- dans "une école technique de Gênes" (1886-vers 1890) ;
- professeur d'histoire naturelle à l'institut technique royal de Foggia ;
- professeur de paléontologie à l'université de Gênes (1897) ;

En 1889, il découvre de nouveaux types d'Algues Fossiles en Ligurie, appartenant à la catégorie des Laminarites, Zonarides, Munsteria, et des Helminthoïda.
En 1904, il découvre une nouvelle sous-catégorie de radiolaires mésozoïques, à laquelle il donne son nom. Parlant italien, français et anglais, et ayant rédigé plusieurs textes en Latin, il fut dans les années 1920 traducteur en Italien de nombreux livres géologiques français et anglais.
Il reçut en 1907 un "prix ministériel de l'académie royale des Lycées de Turin".
Marié, il eut trois enfants.
Il meurt dans sa maison, au 38 du Corso Gabriele d'Annunzio à Turin, le 11 mai 1941.

## Publications
- 1886 : Della distribuzione geografica delle Piante in rapporto colle cause influenti sulla loro vita e colle epoche geologiche antecedenti
- 1887 : La nevicata del 4 gennaio 1887.
- 1887 : Sui fossili pliocenici di Savona
- 1888 : Contribuzioni alla flora fossile dei terreni terziarii della Liguria, volume 1. (rééditions 1989 et 2018)
- 1888 : Il travertino fra Aosta e Piccolo S. Bernardo
- 1889 : Riassunto di uno studio geo - fisico sulle isole Tremiti.
- 1890 : Cenni preliminari sopra un cranio ed altre ossa di Anthracotherium magnum, Cuv. , di Cadibona. Di un tipo paleocenico di Quercinea ritrovato nel miocene inferiore di S. Giustina e di alcune altre piante rare del medesimo giacimento.
- 1891 : Rivista dei grossi anthracotherium di Cadibona.
- 1891 : Gimnosperme
- 1891 : Note sur quelques types de monocotylédonées de Sainte-Justine et de Sassello
- 1892 : Contribuzioni alla flora fossile dei terreni terziarii della Liguria, volume 2. (rééditions 1989 et 2020)
- 1892 : Flora tertiaria Italica, auctoribus (coécrit avec Luigi Meschinelli)
- 1892 : Monocotiledoni
- 1898 : Cenni sulla struttura, funzioni e classificazioni delle piante
- 1899 : Revisione della florula fossile di Teolo.
- 1900 : Sur l'action de l'eau dans la scaglia de Bastia (monts Euganéens) et sur l'évaluation approximative de la corrosion
- 1901 : La flore de Novale : Étude de paléontologie végétale
- 1902 : Alcune osservazioni sul pozzo artesiano di Villafranca Padovana.
- 1902 : Di una specie fossile di Acetabularia.
- 1902 : La depressioni peri-euganee.
- 1902 : Osservazioni sopra un filone a geodi di quarzo presso Torreglia (Euganei)
- 1903 : Radiolarie fossili di Teolo (Euganei).
- 1904 : Due grotte del Veneto.
- 1904 : Notizie sulla frana tra il Venda e l'Orsara.
- 1904 : I pseudofossili dei Gneis e dei micascisti. Storia di un errore paleontologico.
- 1908 : Riassunto di uno studio geo - fisico sulle isole Tremiti.
- 1910 : Nozioni di scienze fisiche e naturali ad uso delle scuole normali. (première partie, coécrit avec Giovanni Cresci)
- 1914 : Contributo alla conoscenza dei radiolari fossili del Veneto
- 1922 : Geografia fisica e Geologica. Libri di coltura.
- 1928 : La Venezia Giúlia (coécrit avec Vittorio Furlani)
- 1930 : Avviamento alla botanica (coécrit avec Émile Bruckner)
- 1930 : Elementi di tessitura
- 1934 : Elementi di Chimica e Mineralogia ad uso degli Istituti Magistrali Superiori (coécrit avec Giacomo Malvano)

### Articles publiés
- 1903  : dans Les Chaudrons du Brenton, extrait organisé des Comptes Rendus de l'Association Française pour l'Avancement des Sciences, Congrès d'Angers.

### Livres traduits
- 1928 : Avviamento all'astronomia (écrit par Camille Flammarion, traduit par Senofonte Squinabol)

### Posthumes
- 1964 : Albania, oggi testimonianza di un giornalista (coécrit avec Vittorio Furlani)